# Gy (Haute-Saône)
Gy is een gemeente in het Franse departement Haute-Saône (regio Bourgogne-Franche-Comté). De plaats maakt deel uit van het arrondissement Vesoul. Gy telde op 1 januari 2022 1.030 inwoners.

## Geografie
De oppervlakte van Gy bedroeg op 1 januari 2022 24,6 vierkante kilometer; de bevolkingsdichtheid was toen 41,9 inwoners per km².

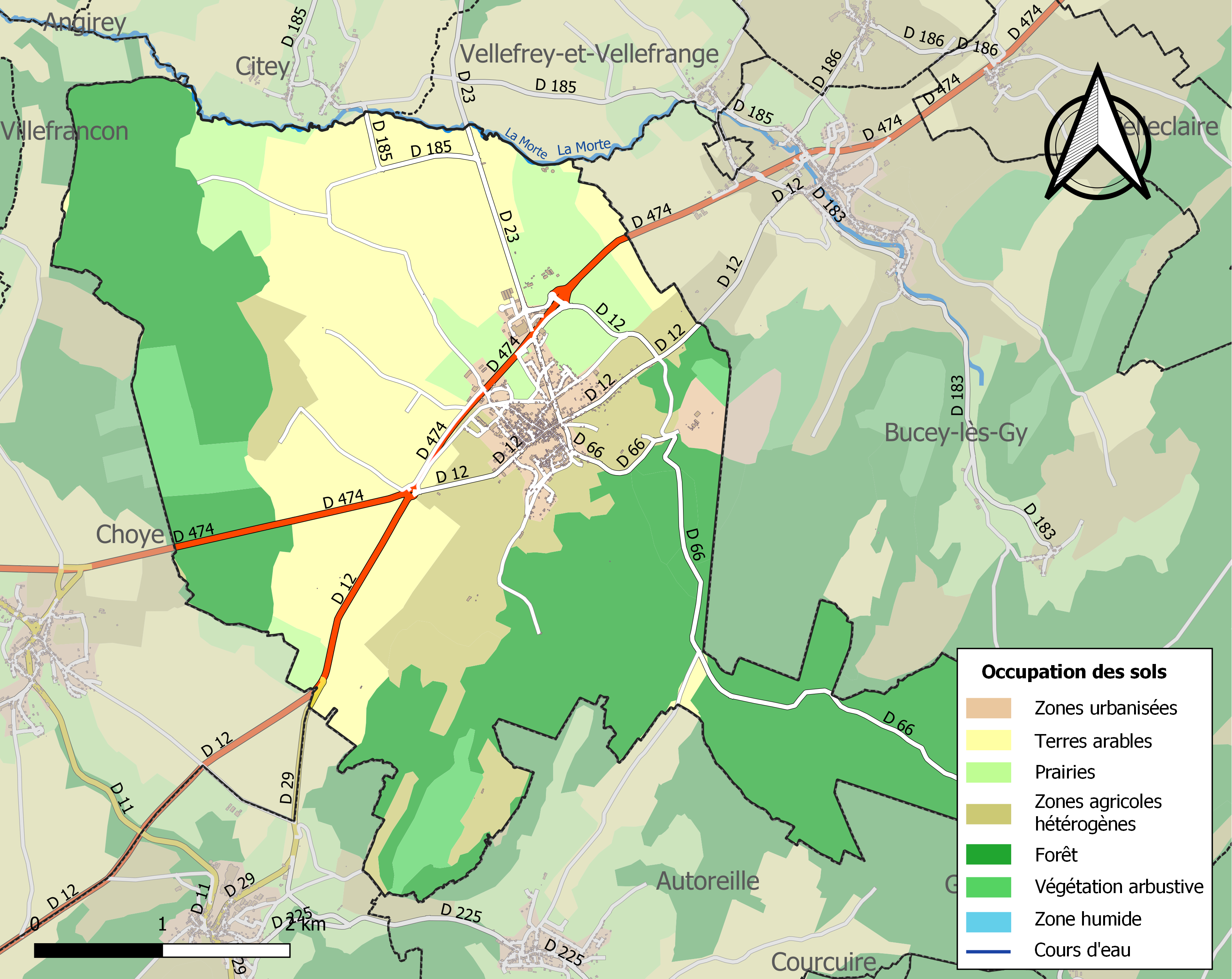
Kaart van de gemeente met de belangrijkste infrastructuur, bodemgebruik en omliggende gemeenten

## Demografie
Onderstaande figuur toont het verloop van het inwonertal (bron: INSEE-tellingen).